# Куйбышевский поселковый совет (Крым)
Куйбышевский поселковый совет (укр. Куйбишевська селищна рада, крымскотат. Albat qasaba şurası)  — административно-территориальная единица в Бахчисарайском районе в составе АР Крым Украины (фактически до 2014 года; ранее до 1991 года — в составе Крымской области УССР в СССР).
29 ноября 1920 года был образован Албатский сельский ревком, преобразованный в 1921 году в Албатский сельсовет. Согласно Списку населённых пунктов Крымской АССР по Всесоюзной переписи 17 декабря 1926 года, в состав сельсовета входило единственное село Албат, с населением 727 человек.
В 1945 году, по просьбе жителей, Албат переименован в Куйбышево, а Албатский сельсовет, соответственно, был переименован в Куйбышевский сельский совет. В том же году Фотисальский район был переименован в Куйбышевский и сельсовет вошёл в его состав.
С 25 июня 1946 года сельсовет в составе Крымской области РСФСР, а 26 апреля 1954 года Крымская область была передана из состава РСФСР в состав УССР.
На 15 июня 1960 года в составе Куйбышевского сельсовета числились населённые пункты:

| - Большое Садовое - Куйбышево - Малое Садовое | - Новоульяновка - Подлесное | - Танковое - Шепетовка |

В 1960 году Куйбышево был присвоен статус посёлка городского типа и сельсовет преобразован в Куйбышевский поселковый совет, с того же года сёла поссовета объединены в колхозе им. Ленина. Указом Президиума Верховного Совета УССР «Об укрупнении сельских районов Крымской области», от 30 декабря 1962 года Куйбышевский район присоединили к Бахчисарайскому и, соответственно, переподчинили поссовет. Время укрупнения совета пока точно не установлено (возможно, это произошло в реорганизацию 1960 года), на 1968 год в него уже входило 9 сёл: действующие
- Куйбышево,
- Большое Садовое,
- Высокое,
- Малое Садовое,
- Новоульяновка,
- Танковое и впоследствии упразднённые Подлесное, Пещерное и Шепетовка[12].

К 2014 году в поссовет входили 1 посёлок городского типа и 5 сёл:
- Куйбышево (пгт)
- Большое Садовое
- Высокое
- Малое Садовое
- Новоульяновка
- Танковое

С 2014 года на месте поссовета находится Куйбышевское сельское поселение в составе Республики Крым России.